# Panduru
Panduru – wieś w Rumunii, w okręgu Tulcza, w gminie Baia. W 2011 roku liczyła 435 mieszkańców.